# Войшвілт
Войшвілт (рус. Воишвилтъ; пом. 1370) — литовський нобіль XIV століття.

## Життєпис
За своїм статусом він був або боярином, або дрібним князем, але до Гедиміновичів не належав. Походив, схоже, з Упитської землі, де і досі є село Вайшвільчай, згадуване в 1368 й 1398 роках, — либонь, первісне володіння Войшвілта. Також поряд з якимось Ритом держав часть Логойська. 
14 серпня 1358 р. «князі та бояри» Патрикій, Войшвілт, Айкша, Олізар та Васько Кирдеєвич (Patryky, Woyszwylt et Aykszy, Olyazar et Waskonem Kerdeyewycz) підписали із Мазовією договір про встановлення меж. Як припустив дослідник Олег Ліцкевич, нобіль при тім діяв від імені вел. кн. Ольгерда. У 1350/60-их роках він керував демаркацією кордону з Лівонією, а 7 листопада 1367, як і князі Володимир Ольгердович, Стирпейко та Кейстут, привісив було печатку під договором з Тевтонським орденом.
Польський хроніст XV століття Ян Длугош був першим, хто пойменував Войшвілта сином Кейстута, щоправда, хибно. Цю вістку перейняв незнаний автор Хроніки Биховця, а згодом Матей Стрийковський та Йоахим Бельський. Сином Кейстута його названо і в «Уставі Ольгерда про креви» — безперечному фальсифікаті Теодора Нарбута нібито 1359 року.
У «Лівонській хроніці» Германа Вартберзького зазначається, що Войшвілт (Wezewilte, nobilis satrapa) загинув в 1370 р. од переохолодження під час відступу литовсько-руського війська після поразки при Рудау. 